# Gábor Babos
Pour les articles homonymes, voir Babos.
Gábor Babos est un footballeur hongrois né le 24 octobre 1974 à Sopron. Il évoluait au poste de gardien de but.

## Palmarès
MTK Budapest FC
- Champion de Hongrie : 1996-1997 ; 1998-1999
- Vainqueur de la Coupe de Hongrie : 1997 ; 1998 ; 2000

 Championnat des Pays-Bas
- Gardien de but de l'année en 2004 et 2008